# Друге Велике Переселення (США)

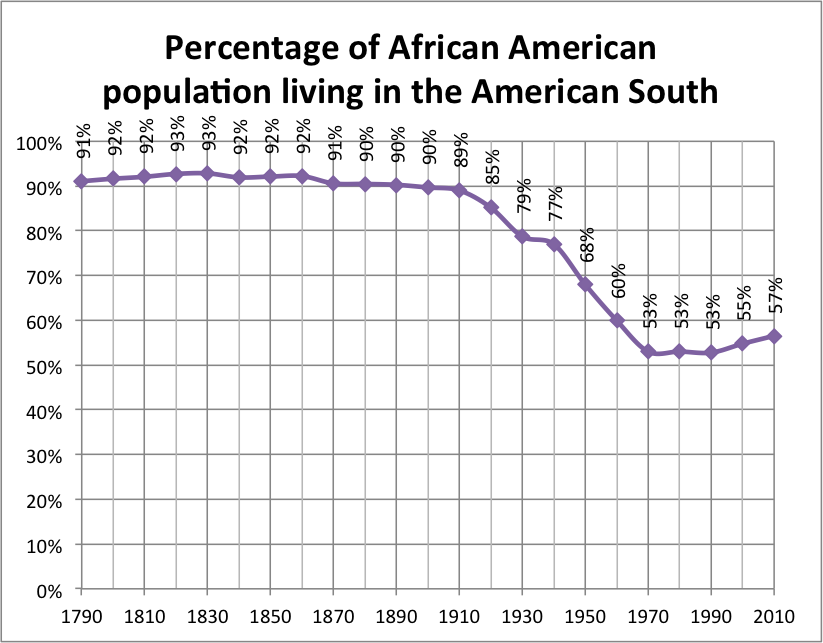
Графік, що показує відсоток афроамериканського населення, що живе на півдні Америки, 1790–2010 рр.

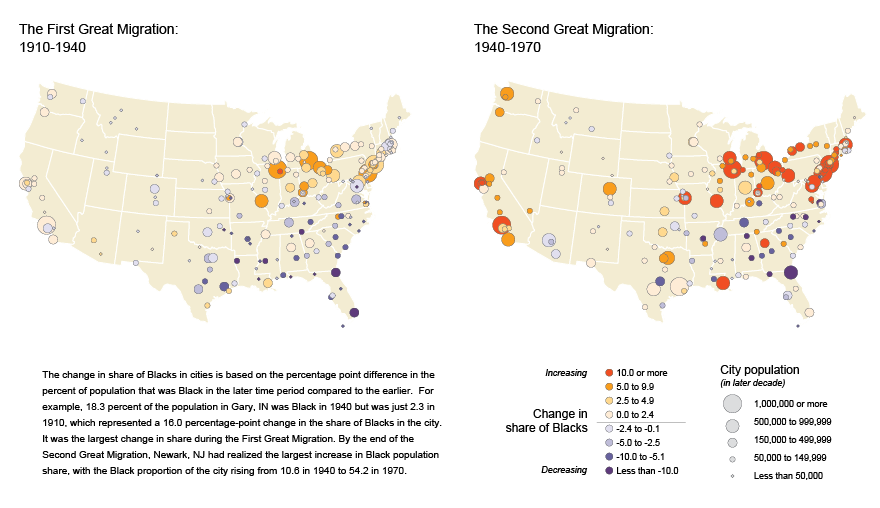
Перше та друге Великі міграції, показані через зміни частки афроамериканців у населенні великих міст США, 1916–1930 та 1940–1970

Друге Велике Переселення — у контексті історії Сполучених Штатів 20-го століття було міграцією понад 5 мільйонів афроамериканців з Півдня на Північний Схід, Середній Захід і Захід. Почалося в 1940 році, через Другу світову війну, і тривало до 1970 року Воно було набагато більшим і мало інший характер, ніж перше Велике переселення (1916–1940), коли мігранти були переважно сільськими фермерами з Півдня і прибували лише на північний схід і середній захід.
Під час Другої Великої міграції не лише Північний Схід і Середній Захід продовжували бути пунктом призначення понад 5 мільйонів афроамериканців, але також і Захід, де такі міста, як Лос-Анджелес, Окленд, Фенікс, Портленд і Сіетл, пропонували кваліфіковану роботу. оборонна промисловість. Більшість цих мігрантів вже були міськими робітниками, які прибули з міст Півдня. Крім того, у деяких частинах країни афроамериканці все ще зазнавали дискримінації, і багато хто намагався цього уникнути.

## Міське поселення
Порівняно з більш сільськими мігрантами періоду 1910–1940 років, багато афроамериканців на Півдні вже жили в містах і мали навички міської роботи до того, як вони переїхали. Вони переїхали, щоб отримати роботу в промислових містах, що розвивалися на півночі та заході, включаючи оборонну промисловість під час Другої світової війни. Робітники, які були обмежені відокремленими, низькокваліфікованими роботами в деяких містах, змогли отримати висококваліфіковану, добре оплачувану роботу на верфях Каліфорнії, Орегона та Вашингтона.
До кінця Другої Великої міграції афроамериканці перетворилися на високоурбанізоване населення. Понад 80% мешкали в містах, це більше, ніж серед решти американського суспільства. 53% залишилися на півдні Сполучених Штатів, тоді як 40% проживали в північно-східних і північно-центральних штатах і 7% на заході.

## Причини
Як і учасники Великого переселення народів, учасники Другого Великого переселення були мотивовані переїхати з економічних причин. Економічні позбавлення, яких зазнали південні афроамериканці до Великого переселення народів, добре задокументовані. Плантаційне землеробство, таке як землеробство, обмежувало афроамериканців залучати та працювати «сільськогосподарськими сходами». Сільськогосподарська драбина була системою, у якій статус працівника визначав його становище, а не те, наскільки він кваліфікований чи цінний. Через сегрегацію афроамериканських чоловіків залучали до сільськогосподарських робіт, а жінок до домашнього обслуговування. Ці умови практично не змінилися з перших десятиліть двадцятого століття, що стало потужним стимулом для афроамериканських жителів півдня покинути країну та шукати можливості деінде.
У 1930-х і 1940-х роках впровадження механічних збирачів бавовни та інших форм механізації сільського господарства зменшило попит на польову робочу силу в південному сільському господарстві, що змусило багатьох афроамериканців шукати нову роботу в містах. Міграція з Півдня на північ і захід була способом покращити їхній економічний стан. Друга світова війна призвела до нестачі робочої сили через те, що мільйони людей були зараховані або призвані на дійсну військову службу. У результаті роботодавці з півночі та заходу почали вербувати чорних і білих з півдня, щоб не відставати від вимог нації щодо військових зусиль. Такі соціальні чинники, як освітні можливості, політичне позбавлення прав і расове насильство, також спонукали до міграції.

## Міська просторова сегрегація
Швидка мобілізація ресурсів і зброї під час Другої світової війни спонукала багатьох афроамериканців мігрувати до північних і західних міст у пошуках роботи в бурхливій промисловості боєприпасів. У той час як північні чорношкірі громади, такі як Чикаго та Нью-Йорк, були вже добре сформованими з першого Великого переселення, переселення на Захід було новим напрямком для мігрантів у таких місцях, як район затоки Сан-Франциско, Лос-Анджелес, Портленд, Фенікс, і район Пьюджет-Саунд у Вашингтоні. Коли вони прибули, вони зіткнулися з різними факторами, які відокремлювали нові спільноти мігрантів від білих. Ця міська просторова сегрегація призвела до створення расово однорідних територій у містах, які спостерігали велику кількість афроамериканської міграції. За підрахунками, у 1960 році менш як 1% із 461 000 темношкірих мешканців Лос-Анджелеса проживали в громадах без чорної більшості, що призвело до фактичної сегрегації.

## Статистика
| Регіон         | 1900 рік | 1910 рік | 1920 рік | 1930 рік | 1940 рік | 1950 рік | 1960 рік | 1970 рік |
| Північний схід | 1,8%     | 1,9%     | 2,3%     | 3,3%     | 3,8%     | 5,1%     | 6,8%     | 8,8%     |
| Середній Захід | 1,9%     | 1,8%     | 2,3%     | 3,3%     | 3,5%     | 5,0%     | 6,7%     | 8,1%     |
| Захід          | 0,7%     | 0,7%     | 0,9%     | 1,0%     | 1,2%     | 2,9%     | 3,9%     | 4,9%     |
| Південь        | 32,3%    | 29,8%    | 26,9%    | 24,7%    | 23,8%    | 21,7%    | 20,6%    | 19,0%    |
| -------------- | -------- | -------- | -------- | -------- | -------- | -------- | -------- | -------- |

## Дивись також
- Чорний пояс на півдні Америки
- Велике переселення народів (афроамериканців)

## Подальше читання
- Арнесен, Ерік. Чорний протест і велике переселення: Коротка історія з документами (2002).
- Грегорі, Джеймс. Південна діаспора: як Велике переселення чорних і білих південців змінило Америку. (Видавництво Університету Північної Кароліни, 2005).
- Гроссман, Джеймс Р. Земля надії: Чикаго, чорношкірі жителі півдня та велике переселення (1991).
- Леманн, Ніколас. Земля обітована: Велике чорношкіре переселення і як воно змінило Америку (1991)
- Райх, ред. Стівена А. The Great Black Migration: A Historical Encyclopedia of the American Mosaic (2014), однотомна скорочена версія комплекту з трьох томів 2006 року; Тематичні записи плюс першоджерела
- Сернетт, Мілтон. На шляху до землі обітованої: релігія афроамериканців і велике переселення (1997).
- Вілкерсон, Ізабель. Тепло інших сонць: Епічна історія Великого переселення Америки (Random House, 2010) 640 стор.; на основі понад 1000 інтерв'ю;ISBN 978-0-679-44432-9